# An der Eselshaut 47
An der Eselshaut 47 ist ein Wohnhaus in Neustadt an der Weinstraße, das denkmalgeschützte Spolien in Form eines Inschriftensteins enthält, die in die Hauswand integriert sind.

## Lage
Das Haus befindet sich im Neustadter Stadtteil Mußbach. Es ist zudem Bestandteil der Denkmalzone Ortskern Mußbach sowie der Weinlage Mußbacher Eselshaut, die der Straße ihren Namen gab.

## Beschreibung der Spolien
An der Hausmauer ist eine Tafel aus rotem Sandstein erhalten, die im Jahr 1807, in Reimen und noch ohne genormte Rechtschreibung, sehr eindeutig das Durchgangsrecht eines Hinterliegers, der hier „Durchzug“ genannt wird, reglementiert:

„Die Mauer gehert zu meinem Haus
von vorne an bis hinden naus.
Der Dorgzug hat kein Recht,
der hinder mir lcht.
1807 P. I. H.“

Im Wort lecht fehlt ein e, kein i; denn liegt wurde in der örtlichen Mundart etwa lächt ausgesprochen und reimte sich somit auf Recht. Ins Hochdeutsche übertragen heißt die gesamte Inschrift:

„Die Mauer gehört zu meinem Haus
von vorne an bis hinten ’naus.
Der Durchzug hat kein Recht,
der hinter mir liegt.
1807 P. I. H.“